# Hildegard Schroedter
Hildegard Schroedter (Arnsberg, 20 maggio 1958) è un'attrice tedesca. Dopo aver completato i suoi studi di recitazione a Colonia, è stata impegnata principalmente in teatro. Ha recitato al Kammerspiele di Amburgo, al Schauspielhaus di Bochum, al Renaissance Theatre di Berlino e al teatro di Duisburg. Dal 2006 è apparsa in numerosi ruoli minori in produzioni televisive e cinematografiche sia tedesche sia di altre nazioni.

## Filmografia parziale

### Cinema
- Le vite degli altri (Das Leben der Anderen), regia di Florian Henckel von Donnersmarck (2006)
- The Reader - A voce alta (The Reader), regia di Stephen Daldry (2008)
- Storia di una ladra di libri (The Book Thief), regia di Brian Percival (2013)
- Lettere da Berlino (Alone in Berlin), regia di Vincent Pérez (2016)
- La maledizione del cuculo (El cuco), regia di Mar Targarona (2023)

### Televisione
- Wolff, un poliziotto a Berlino, episodio Giustizia privata, regia di Ilse Hofmann (1994)
- Last Cop - L'ultimo sbirro, episodio Un devoto equivoco, regia di Sebastian Vigg (2011)
- Generation War, 3 episodi, regia di Philipp Kadelbach (2013)
- Babylon Berlin – serie TV, 5 episodi (2017)
- Souls - Tutte le vite che ricordi – miniserie TV (2022)